# Daknamstadion
Das Daknamstadion ist ein Fußballstadion in der belgischen Stadt Lokeren, in der flämischen Provinz Ostflandern. Der Name der Sportstätte leitet sich vom Standort ab. Daknam ist ein Bezirk von Lokeren. Die Sportstätte bestand bis 2014 aus zwei Tribünen längs des Spielfeldes und einer Hintertortribüne. Auf der offenen Seite stand eine Wand mit Werbetafeln.

## Geschichte
Das Stadion wurde einige Male umgebaut; das erste Mal im Jahr 1974. Mitte der 1970er Jahre bot die Anlage 18.000 Plätze. Am 4. August 1986 zog ein heftiges Gewitter mit Sturmböen über das Stadion hinweg und deckte mehr als die Hälfte des Metalldaches der Osttribüne ab. Zwischen 2000 und 2003 wurde das Stadion komplett renoviert. Im Sommer 2005 wurden die Zäune vor den Zuschauerrängen entfernt.
Dazu kam eine neue Spielfläche in das Stadion. Eine Mischung aus Naturrasen und mehr als 20 Mio. Kunstrasenfasern bildet das neue Grün. Nachdem der Rasen angezogen war; wurde mit zwei Spezialmaschinen die Kunstfasern zwanzig Zentimeter tief in den Boden gesetzt. Mit der Zeit verwurzelt das Gras mit den Fasern und bildet eine dichte Spielfläche. Diese Art Kunstrasen wurden schon z. B. im White Hart Lane (Tottenham), Anfield (Liverpool), Stade Louis II (Monaco), Parken (Kopenhagen) oder De Kuip (Rotterdam) verlegt.
2014 wurde die Tribünenlücke hinter dem Tor im Süden mit einem Neubau geschlossen. Der 72 Meter lange, 22 Meter breite und 16 Meter hohe Tribünenbau ist überdacht und bietet 2.953 Sitzplätze. Dies steigert das Platzangebot des Daknamstadions von rund 9.560 auf 12.000 Plätze. Am 3. August 2014 fand das erste Heimspiel der Jupiler Pro League 2014/15 gegen SV Zulte Waregem (2:1) mit der neuen Tribüne statt. Neben dem Tribünenbau wurde die Leistung des Flutlichts von 1.200 auf 1.500 Lux erhöht und ein neuer Gästebereich mit 350 unüberdachten Plätzen entstand.